# Bogdan Wojdowski

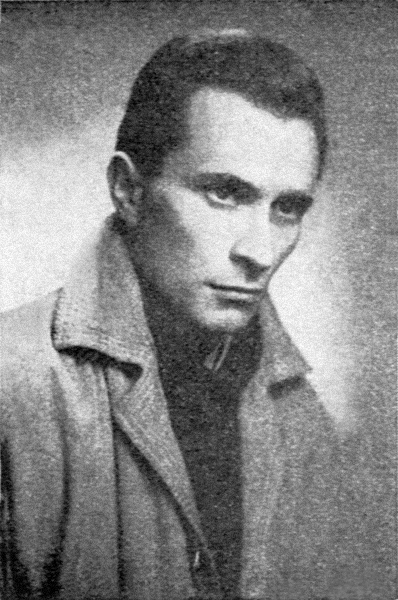
Bogdan Wojdowski (vor 1962)

Bogdan Wojdowski (geboren 30. November 1930 in Warschau; gestorben 21. April 1994 ebenda) war ein polnischer Schriftsteller.

## Leben
Dawid Wojdowskis Familie wurde im Warschauer Ghetto inhaftiert, und er besuchte die Untergrundschule. Er überlebte die deutsche Judenverfolgung und polonisierte seinen Vornamen. Er besuchte die Landwirtschaftsschule in Lubartów und die technische Berufsschule in Lublin und in Karpacz. An der Universität Warschau studierte er anschließend Polonistik und schloss das Studium 1954 ab.  
Wojdowski war ab 1951 Reporter für die Zeitschrift Wieś. Ab 1954 schrieb er Beiträge für die Literaturzeitschrift Przegląd Kulturalny (Kultureller Überblick) und nach deren Einstellung war er bis 1965 Redakteur für Theater und Film bei der vierzehntäglich erscheinenden Zeitschrift Współczesność. Kurzzeitig war er 1957/58 Grundschullehrer in Olsztyn. Er wurde Mitglied des Polnischen Schriftstellerverbandes (ZLP).  
Der 1971 erschienene Roman Brot für die Toten schildert die Zeit des Warschauer Ghettos zwischen 1940 und 1942 aus der Sicht eines zwölfjährigen Jungen. Der Roman kam 1974 in der DDR in deutscher Übersetzung heraus. Trotz der Hinweise von Hanna Krall und Henryk Grynberg fand sich im Westen kein deutscher Verleger. 2021 verlegte der Wallstein Verlag den Roman in einer Neuübersetzung als ersten Band der Bibliothek der polnischen Holocaustliteratur.
Wojdowski erhielt 1964 den Kościelski-Preis.

## Werke (Auswahl)
- Wakacje Hioba. 1962
- Konotop. 1966
- Próba bez kostiumu. Szkice o teatrze. 1966
- Chleb rzucony umarłym. 1971
  - Brot für die Toten : Roman. Übersetzung Henryk Bereska. Berlin : Verlag Volk u. Welt, 1974, Neuauflage: Göttingen: Wallstein-Verlag, 2021 (hg. v.  Ewa Czerwiakowski, Sascha Feuchert und Lothar Quinkenstein)
- Mały człowieczek, nieme ptaszę, klatka i świat. 1975
- Siedem opowiadań. Warschau : Panstwowy Instytut Wydawniczy, 1978
- Maniuś Bany. 1980
- Wybór opowiadań. Warschau : Panstwowy Instytut Wydawniczy,  1981
- Mit Szigalewa – szkice. 1982
- Krzywe drogi. 1987
- Tamta strona. Breslau : Wydawn, 1997 (postum)
- Ein kleines Menschlein, ein stummes Vögelchen, ein Käfig und die Welt : Erzählungen. Übersetzung Karin Wolff, Lothar Quinkenstein, hg. von Sascha Feuchert, Ewa Czerwiakowski und Lothar Quinkenstein. Nachwort Lothar Quinkenstein. Göttingen : Wallstein Verlag, 2022